# スティリアノス・アテシュリス
スティリアノス・アテシュリス（Stylianos Atteshlis、1912年12月12日 - 1995年8月26日) は、キプロス生まれの思想家、キリスト教神秘家で、数々のヒーリングを行ない、多くの人を困難な病気から救った。生涯の大半をキプロスで過ごしている。神秘家、ヒーラーを育て、ダスカロス（ギリシャ語で「先生」）の通称で親しまれた。ただしその主張は、いかなる既成の教団によるものでもなく、独自の解釈によるものである。
1912年12月12日にキプロスのストロヴォロスに生まれた。1919年、すでに7歳の時にアテシュリスは高い次元の世界を垣間見るような才能を発揮した。海外で教育を受けたり、アフリカで数年を過ごしたことがある他は、ストロヴォロスで生涯の大半を過ごした。成人して後はキプロス政府の印刷局に勤務した。その後70年にわたって、追従する人々を指導を行った。また必要があれば、いつでも人々を助け、ヒーリングを施すと主張し、必要に応じて与えていたが、そのヒーリングに対して一切の対価を受け取らなかったとされている。
生涯にわたって彼は音楽の作曲と演奏（ヴァイオリンとピアノ）、詩作、絵画、庭作り、各種言語の勉強を楽しみ、数冊の本を著した。最晩年には、彼の講演を聞きたい、ヒーリングをしてもらいたいという追従者たちがキプロスに集まった。
1995年8月26日に没した。